# Scirpoides burkei
Scirpoides burkei là loài thực vật có hoa trong họ Cói. Loài này được (C.B.Clarke) Goetgh., Muasya & D.A.Simpson mô tả khoa học đầu tiên năm 2000.